# 크리스티나 아나파우

크리스티나 아나파우(Kristina Anapau, 1979년 10월 30일 ~ )는 미국의 배우, 발레 무용수, 피아노 연주자, 텔레비전 배우, 연극 배우, 영화배우이다.
하와이섬에서 태어났다.

## 영화
- 쿨레아나 (2017년)
- 컬러 잇 뉴 (2016년)
- 프레데터 2018 (2016년) - 리사 역
- 얼터제이스트 (2013년)
- 코너드 (2011년) - 제이드 역
- 파이브쏘울-악마의게임 (2011년) - 제시카 역
- 더 스피크 - 죽음의소리 (2011년)
- 블랙 스완 (2010년) - 갤리나 역
- 셀프 메디케이티드 (2005년) - 니콜 역
- 커스드 (2005년) - 브룩 역
- 사랑보다 아름다운 유혹 3 (2004년)
- 매디슨 (2001년)
- 100 걸스 (2000년)
- 아틀란티스 탈출 (1997년)